# Crkva Sv. Križa u Ninu
Crkva Sv. Križa u Ninu, poznata i kao „najmanja katedrala na svijetu”, najpoznatiji je ninski građevni spomenik. 

## Opis
Nalazi se pokraj župne crkve u Ninu. Datira iz 9. stoljeća, a oblikom podsjeća na grčki jednokraki križ. Krakovi su presvođeni kubastim svodom, vanjski dio je ukrašen nizom slijepih niša, dok je kupola nepravilnog elipsoidnog oblika koji se prema vrhu suzuje a s vanjske strane ukrašena slijepim nišama. 
Oko promatrača uvidjet će greške u gradnji koje nisu nastale neznanjem, već su promišljeno djelo majstora. Naime pomaci od pravilne osi i nazovimo ih greške u zidanju posljedica su praćenja sunca. Tako je crkvica služila kao svojevrstan sat i kalendar u dobu u kojem je izgrađena. Za vrijeme hrvatskih vladara služila je kao dvorska kapela kneževa dvora koji se nalazio u neposrednoj blizini.
Na nadvratniku s donje strane nalazi se ime župana Godečaja (Godeslava) za koji se drži da „najstariji poznati nam natpis hrvatskoga vremena”.
U užoj okolici pronađeno je i istraženo oko 170 srednjovjekovnih starohrvatskih grobova koji datiraju od VIII. do XV. st. te stambene prostorije starih Hrvata.

## Galerija
- Pogled odostraga
- Pogled s desna
- Ulaz s oltarnom pregradom
- Natpis na ulazu
- Unutrašnjost

## Vanjske poveznice
- Ante Rogić: Sedmaši učili o fenomenu crkvice Sv. Križa, Zadarski list, 11. studenoga 2015.